# جدول اللقاحات
جدول اللقاحات هو برنامج متسلسل من اللقاحات، يتضمن أسماء وتوقيت جميع الجرعات، والتي قد تكون إما إجبارية أو موصى بها وفقًا لسياسة التطعيم في الدولة. يُنصح أن يبدأ الأطفال بأخذ اللقاحات حالما يتطور جهازهم المناعي بشكل كاف؛ ليستجيب للقاحات محددة، بالإضافة لجرعات معززة داعمة إضافية غالباً ما يحتاجونها لتحقيق المناعة الكاملة. سَبَبَ هذا الموضوع الكثير من الجدل حول ما إذا كان يمكنه التأثير على الصحة بعد أخذ الجرعة في سن مبكرة.
اللقاح هو مستحضر بيولوجي، يقدم المناعة الفاعلة المكتسبة تجاه مرض معين. يعد التطعيم الطريقة الأولى الفعالة للوقاية من الأمراض المعدية. وتتطلب العديد من اللقاحات جرعات متعددة «معززة» لتحقيق أقصى قدر من الفعالية. على سبيل المثال، يُنصح بتعزيز لقاح الكزاز كل 10 سنوات. تقوم وكالات الصحة الحكومية من أنظمة مراقبة الصحة العامة بتطوير جدول التطعيمات لتحقيق أقصى فعالية باستخدام اللقاحات المطلوبة والموصى بها مع تقليل عدد تدخلات نظام الرعاية الصحة. خلال العقدين ( عقد 1990 وعقد 2000)، نما جدول التطعيم بسرعة، وأصبح أكثر تعقيدًا، حيث تم تطوير العديد من اللقاحات الجديدة.
تقتصر بعض اللقاحات على مناطق جغرافية معينة، حيث يكون المرض شائعًا فيها. على سبيل المثال، يوصى بالتطعيم ضد الحمى الصفراء في برنامج التطعيمات في إقليم غويانا الفرنسية، وكذلك أيضًا في مناطق معينة في البرازيل. أما في الولايات المتحدة يتم إعطاءه جرعات وقائية للمسافرين المتوجهين إلى الدول التي لها تاريخ من المرض. وفي البلدان النامية، يؤخذ بعين الاعتبار عند التوصية باللقاحات، مستوى الوصول للرعاية الصحية، وتكلفة اللقاحات ومسائل متعلقة بتوفرها وتخزينها. وجدت منظمة الصحة العالمية بعد دراسة عينة من جداول اللقاحات في مختلف أرجاء العالم، أن بلدًا متقدمًا يستخدم جدولًا زمنيًا يمتد على مدى أول خمس سنوات من حياة الطفل بتكلفة تصل إلى 700 دولار، في حين أن بلدًا نام يستخدم برناجًا زمنيًا لأول تسعة أشهر من حياة الطفل فقط، وبتكلفة تصل إلى 25 دولار.

## في جميع أنحاء العالم

خارطة الدول الأعضاء في منظمة الصحة العالمية (باللون الأخضر).

تراقب منظمة الصحة العالمية جداول اللقاحات في جميع أنحاء العالم، مع ملاحظة اللقاحات المشمولة ومعدلات التغطية في كل دولة. تنشر منظمة الصحة العالمية على موقعها على الإنترنت جداول اللقاحات الحالية لجميع الدول الأعضاء في المنظمة. تُعطى لقاحات إضافية للأفراد (بما في ذلك أفراد الجيش) الذين هم أكثر عرضة للإصابة ببعض الأمراض نتيجة مهنتهم أو سفرهم إلى مناطق لها تاريخ من مرض معين، أو بعد تعرضهم لمرض يحتمل أن يكون معديا. ومن الأمثلة على ذلك، لقاح داء الكلب، لقاح الجمرة الخبيثة، لقاح الكوليرا ولقاح الجدري. يوضح الجدول أدناه أنواع اللقاحات الواردة في بعض البلدان.
| اللقاح                          | طريقة الانتقال   | عدد الإصابات حول العالم (2004) | عدد الوفيات حول العالم (2004) | المملكة المتحدة | الولايات المتحدة | السعودية | العراق | فلسطين   | مصر | الجزائر | المغرب |
| ------------------------------- | ---------------- | ------------------------------ | ----------------------------- | --------------- | ---------------- | -------- | ------ | -------- | --- | ------- | ------ |
| لقاح الخناق                     | اللعاب           | 34,000                         | 5,000                         | نعم             | نعم              | نعم      |        | نعم      |     |         |        |
| لقاح المستدمية النزلية النوع ب  | منقولة جوًا       | 2,000,000–3,000,000            | 386,000                       | نعم             | نعم              | نعم      |        | نعم      |     |         |        |
| لقاح السعال الديكي              | منقولة جوًا       | 18,387,000                     | 254,000                       | نعم             | نعم              | نعم      |        | نعم      |     |         |        |
| لقاح الكزاز                     | حادث اخترق الجسم | 251,000                        | 163,000                       | نعم             | نعم              | نعم      |        | نعم      |     |         |        |
| لقاح التهاب الكبد الفيروسي ب    | سوائل الجسم      | 5,700,000 (حادة)               | 105,000                       | نعم             | نعم              | نعم      |        | نعم      |     |         |        |
| لقاح الحصبة                     | منقولة جوًا       | 27,000,000                     | 424,000                       | نعم             | نعم              | نعم      |        | نعم      |     |         |        |
| لقاح عصية كالميت غيران          | منقولة جوًا       | 7,782,000                      | 1,464,000                     |                 | نعم              | نعم      |        | لا       |     |         |        |
| لقاح شلل الأطفال                | فموي-شرجي        | 1,606                          | غير معروف                     | IPV             | IPV              | IPV, OPV |        | IPV, OPV |     |         |        |
| لقاح التهاب الكبد الوبائي أ     | فموي-شرجي        | 1,400,000                      | غير معروف                     | نعم             | نعم              | نعم      |        | لا       |     |         |        |
| لقاح فيروس الورم الحليمي البشري | اتصال جنسي       | 493,000                        | 247,000                       | نعم             | نعم              |          |        | لا       |     |         |        |
| لقاح الإنفلونزا                 | منقولة جوًا       | 3,000,000–5,000,000            | 250,000–500,000               | نعم             | نعم              |          |        | نعم      |     |         |        |
| لقاح المكورات السحائیة          | منقولة جوًا       | غير معروف                      | 340,000                       | نعم             | نعم              | نعم      |        | نعم      |     |         |        |
| لقاح النكاف                     | منقولة جوًا       | 544,000                        | غير معروف                     | نعم             | نعم              | نعم      |        | نعم      |     |         |        |
| لقاح المكورة الرئوية            | منقولة جوًا       | 14,500,000                     | 826,000                       | نعم             | نعم              | نعم      |        | نعم      |     |         |        |
| لقاح الفيروس العجلي             | فموي-شرجي        |                                | 527,000                       | نعم             | نعم              |          |        | لا       |     |         |        |
| لقاح الحصبة الألمانية           | منقولة جوًا       | غير معروف                      | 196,000                       | نعم             | نعم              | نعم      |        | نعم      |     |         |        |
| لقاح التيفوئيد                  | فموي-شرجي        | 22,000,000                     | 216,000                       |                 |                  | نعم      |        | لا       |     |         |        |
| لقاح جدري الماء                 | منقولة جوًا       | غير معروف                      | غير معروف                     | نعم             |                  | نعم      |        | لا       |     |         |        |
| لقاح الحمى الصفراء              | بعوض             | 200,000                        | 30,000                        |                 |                  |          |        | نعم      |     |         |        |
| التهاب الدماغ المحمول بالقراد   | قراد             | 5,000–7,000                    | غير معروف                     |                 |                  |          |        | لا       |     |         |        |
| التهاب الدماغ الياباني          | بعوض             | 50,000                         | 15,000                        |                 |                  |          |        | لا       |     |         |        |

## دولة معينة

### دولة فلسطين
تعددت برامج التطعيم في الأراضي الفلسطينية نظرًا لوضعها السياسي، حيث طُبق بعد حرب 1948 البرنامج الأردني في الضفة الغربية، والبرنامج المصري في قطاع غزة فيما ما تبقى من فلسطين التاريخية كان وفقًا للبرنامج الإسرائيلي.
بعد حرب 1967، أجرت إسرائيل تعديلات على برنامج التطعيمات الروتينية للأطفال.
أُضيفت مطاعيم وأخرى أُزيلت من البرنامج المستخدم نظرًا للأوضاع والحاجة الوبائية في الأراضي الفلسطينية، حيث أُزيل لقاح جدري الماء عام 1982 بأمر الحاكم العسكري الإسرائيلي، فيما أُضيف لقاح التهاب الكبد الوبائي عام 1992. 
| المرض                  | عند الولادة | الشهر | الشهر       | الشهر       | الشهر       | الشهر  | الشهر | السنة | السنة |
| المرض                  | عند الولادة | 1     | 2           | 4           | 6           | 12     | 18    | 6     | 15    |
| ---------------------- | ----------- | ----- | ----------- | ----------- | ----------- | ------ | ----- | ----- | ----- |
| التهاب الكبد الوبائي ب | Hep B       |       | Pentavalent | Pentavalent | Pentavalent |        |       |       |       |
| الخناق                 |             |       | Pentavalent | Pentavalent | Pentavalent |        | DPT   | DT    | Td    |
| الكزاز                 |             |       | Pentavalent | Pentavalent | Pentavalent |        | DPT   | DT    | Td    |
| السعال الديكي          |             |       | Pentavalent | Pentavalent | Pentavalent |        | DPT   |       |       |
| المستديمة النزلية      |             |       | Pentavalent | Pentavalent | Pentavalent |        |       |       |       |
| شلل الأطفال            |             | IPV   | bOPV IPV    | bOPV        | bOPV        |        | bOPV  | bOPV  |       |
| السل                   |             | BCG   |             |             |             |        |       |       |       |
| الفيروس العجلي         |             |       | Rotavac     | Rotavac     | Rotavac     |        |       |       |       |
| المكورة الرئوية        |             |       | PCV 10      | PCV 10      |             | PCV 10 |       |       |       |
| الحصبة                 |             |       |             |             |             | MMR    | MMR   |       |       |
| النكاف                 |             |       |             |             |             | MMR    | MMR   |       |       |
| الحصبة الألمانية       |             |       |             |             |             | MMR    | MMR   |       |       |

على الرغم من عدم تسجيل أي حالة شلل أطفال منذ عام 1988 في الأراضي الفلسطينية، إلا أنه أُجريت ثلاث حملات، الأولى بعد اكتشاف 16 حالة شلل الأطفال في إسرائيل عام 1988 وشملت الفئات العمرية حتى عمر 45 سنة، فيما كانت الثانية بواقع جرعتين في ديسمبر 2013 ويناير 2014 واستهدفت المواليد الجدد حتى عمر 5 سنوات في الأراضي الفلسطينية، والأخيرة عام 2022 في محافظتي القدس وبيت لحم واستهدفت المواليد الجدد حتى عمر 5 سنوات.
بعد انتشار النكاف وتسجيل آلاف الحالات عام 2004 و2005 في الأراضي الفلسطينية، قررت وزارة الصحة إجراء حملة وطنية لتطعيم الحصبة والحصبة الألمانية والنكاف للفئات العمرية من الصف الأول الأساسي إلى السنة الرابعة الجامعية عام 2005. وأضافت جرعة ثانية في عام 2009.

## التاريخ

- في عام 1900، كان لقاح الجدري هو اللقاح الوحيد المخصص للأطفال. وبحلول أوائل خمسينيات القرن العشرين، تلقى الأطفال بشكل روتيني ثلاثة لقاحات ضد الديفتيريا، والسعال الديكي، والكزاز والجدري. وما يصل إلى خمس جرعات على عمر السنتين.[3]
- منذ منتصف عقد 1980، أضيف العديد من اللقاحات إلى الجدول الزمني.
- في عام 2009، أوصت مراكز مكافحة الأمراض واتقائها الأمريكية بالتطعيم ضد ما لا يقل عن أربعة عشر مرض خلال عامين من الولادة. يتلقى أطفال الولايات المتحدة الأمريكية ما يصل إلى أربعة وعشرين حقنة لقاح، وقد يتلقون خلال زيارة واحدة للطبيب لحوالي 5 حقن.[3]
- اعتبارًا من عام 2013 في المملكة المتحدة، سيتم البدء باستخدام اللقاحات المختلطة «مجمعة» بحيث يتكون جدول اللقاحات من 9 حقن قبل سن الثانية بدلًا من 22 حقنة إذا تم إعطاء لقاح كل مرض على انفراد.